# Stigmella geranica
Stigmella geranica is een vlinder uit de familie dwergmineermotten (Nepticulidae). De wetenschappelijke naam van deze soort is voor het eerst geldig gepubliceerd in 1978 door Scoble.
De soort komt voor in tropisch Afrika.